# Benátská běloba

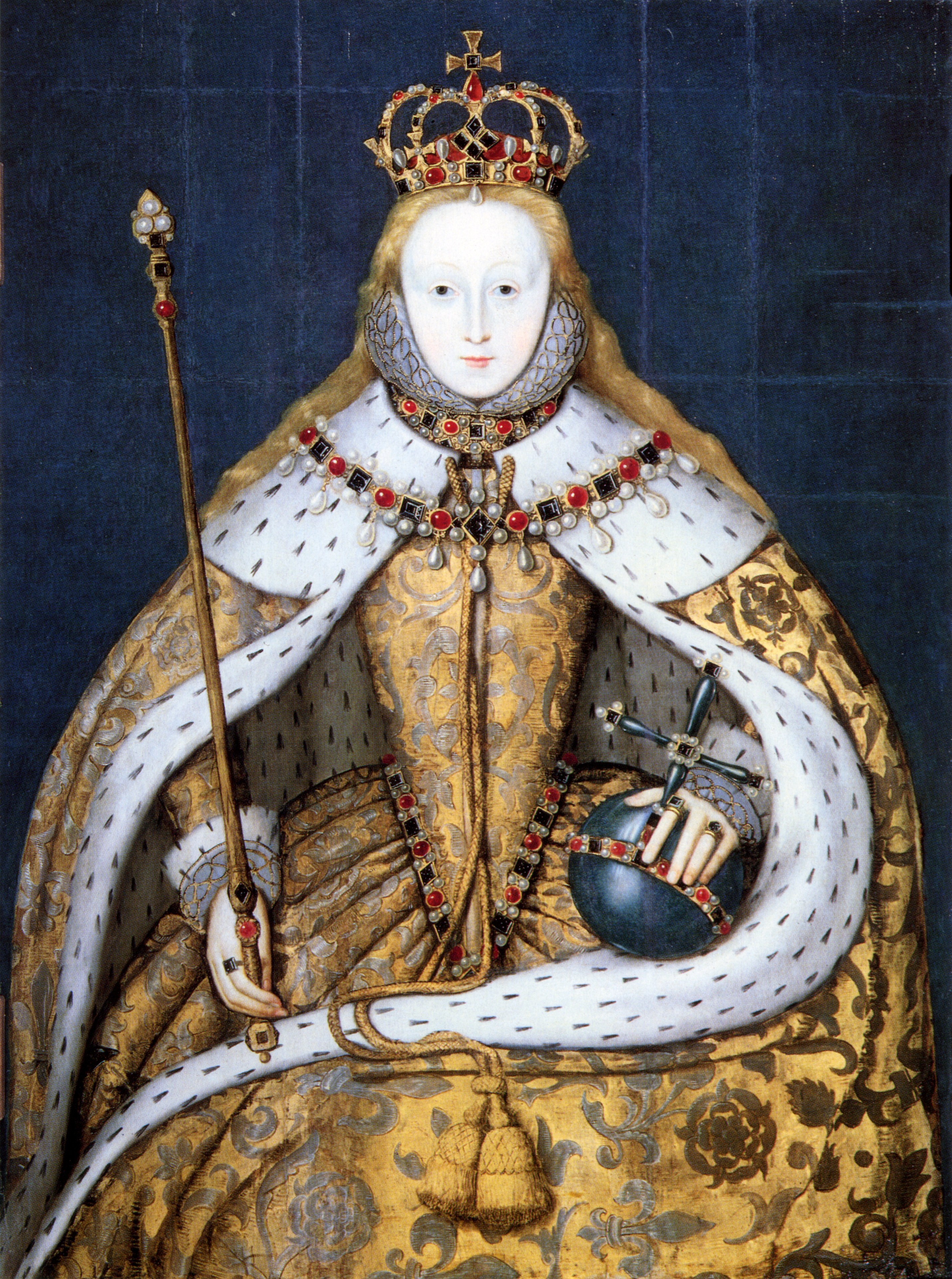
Anglická královna Alžběta I. s tváří namalovanou benátskou bělobou.

Benátská běloba (v angličtině také známá jako "spirits of Saturn") bylo líčidlo používané během 16. století k dosažení bílého vzhledu pleti. Vyrábělo se z uhličitanu olovnatého, který sice funguje jako efektní bílý pigment, je ale zároveň toxický.
V Evropě 16. století byla extrémně bledá pleť považována za symbol elity, a proto se barvení obličeje stalo velmi populárním. Benátskou bělobou si barvila pleť například anglická královna Alžběta I. Vrstvy benátské běloby, kterými si ženy pokrývaly obličej, nicméně vedly k nežádoucím účinkům. Používáním se lidem rozvíjelo akné a celkově zhoršovala pleť: ztrácela barvu, šedla, někdy nabývala žlutavého nádechu, takže potřeba líčidla se tím ještě zvyšovala. Dlouhodobé používání také ničilo zuby a způsobovalo vypadávání vlasů a někdy i závažné zdravotní potíže jako poničení plic.
Přestože v 16. století bylo na trhu vícero bělících líčidel, benátská běloba byla během 16. století nejpopulárnější, přestože byla velmi drahá. Od ostatních líčidel se přitom pravděpodobně příliš nelišila.